# Eksponentna porazdelitev
Eksponentna porazdelitev je družina zveznih verjetnostnih porazdelitev. Opisuje časovne intervale med posameznimi dogodki v Poissonovi porazdelitvi. To so procesi, ki se enakomerno pojavljajo nepretrgoma in neodvisno. 

## Lastnosti

### Funkcija gostote verjetnosti
Funkcija gostote verjetnosti za eksponentno porazdelitev je 
{\displaystyle f(x;\lambda )=\left\{{\begin{matrix}\lambda e^{-\lambda x},&\;x\geq 0,\\0,&\;x<0.\end{matrix}}\right.}
kjer je 
- {\displaystyle \lambda >0\!} parameter porazdelitve, ki ga imenujemo parameter stopnje (obratna vrednost parametra merila).

## Zbirna funkcija verjetnosti
Zbirna funkcija verjetnosti je enaka 
{\displaystyle F(x;\lambda )=\left\{{\begin{matrix}1-e^{-\lambda x},&\;x\geq 0,\\0,&\;x<0.\end{matrix}}\right.}

### Pričakovana vrednost
Pričakovana vrednost je enaka 
{\displaystyle {\frac {1}{\lambda }}\,}.

### Varianca
Varianca je enaka 
{\displaystyle {\frac {1}{\lambda ^{2}}}\,}.

## Sploščenost
Sploščenost je enaka {\displaystyle 6\,}

## Funkcija generiranja momentov
Funkcija generiranja momentov je 
{\displaystyle \left(1-{\frac {t}{\lambda }}\right)^{-1}\,}

## Karakteristična funkcija
Karakteristična funkcija je 
{\displaystyle \left(1-{\frac {it}{\lambda }}\right)^{-1}\,}

## Povezave z drugimi porazdelitvami
- Minimum neodvisnih slučajnih spremenljivk, ki so porazdeljene eksponentno, je tudi eksponentno porazdeljena slučajna spremenljivka. Naj bodo {\displaystyle X_{1},\ldots ,X_{n}\!} neodvisne slučajne spremenljivke, za katere velja {\displaystyle X_{i}\sim \mathrm {Exp} (\lambda _{i})\!} in je {\displaystyle Y=\min \limits _{i=1,\ldots ,n}(X_{i})\!} . Potem velja tudi : {\displaystyle Y\sim \mathrm {Exp} \left(\sum \limits _{i=1}^{n}\lambda _{i}\right)}.
- Eksponentna porazdelitev je posebni primer porazdelitve gama

{\displaystyle \mathrm {Exp} (\lambda )\equiv \Gamma (1,1/\lambda )\!}
- Vsota neodvisnih eksponentnih porazdelitev ima gama porazdelitev. Naj bodo {\displaystyle X_{1},\ldots ,X_{n}\!} neodvisne slučajne spremenljivke za katere velja {\displaystyle X_{i}\sim \mathrm {Exp} (\lambda _{i})\!}, potem velja tudi

{\displaystyle Y=\sum \limits _{i=1}^{n}X_{i}\sim \Gamma (n,\lambda )\!}.
- Eksponentna porazdelitev s parametrom {\displaystyle \lambda =1/2\!} je poseben primer porazdelitve hi-kvadrat

{\displaystyle \mathrm {Exp} (1/2)\equiv \chi ^{2}(2)\!}.
- Za slučajno spremenljivko {\displaystyle Y\!} za katero velja, da ima Weibullovo porazdelitev, lahko zapišemo {\displaystyle Y\sim \operatorname {Weibull} (\gamma ,\lambda )}. Naj bo {\displaystyle Y=X^{1/\gamma }\,}. Slučajna spremenljivka {\displaystyle X\!} naj ima pri tem eksponentno porazdelitev oziroma {\displaystyle X\sim \operatorname {Exp} (\lambda ^{-\gamma })}. Velja tudi, da ima vsaka eksponentna porazdelitev tudi Weibullovo porazdelitev.
- Slučajna spremenljivka {\displaystyle Y\!} naj ima Rayleighovo porazdelitev, kar lahko zapišemo kot {\displaystyle Y\sim \operatorname {Rayleigh} (\sigma )}. Pri tem naj bo {\displaystyle Y={\sqrt {2X\sigma ^{2}\lambda }}}. Slučajna spremenljivka {\displaystyle X\!} pa naj ima eksponentno porazdelitev {\displaystyle X\sim \operatorname {Exp} (\lambda )}.

- Če ima slučajna spremenljivka {\displaystyle Y\!} Gumbelovo porazdelitev, kar lahko zapišemo kot {\displaystyle Y\sim \operatorname {Gumbel} (\mu ,\beta )}. Naj velja {\displaystyle Y=\mu -\beta \log(X/\lambda )\,}. Pri tem ima slučajna spremenljivka {\displaystyle X\!} eksponentno porazdelitev ali {\displaystyle X\sim \operatorname {Exp} (\lambda )}.

- Slučajna spremenljivka {\displaystyle Y\!} naj ima Laplaceovo porazdelitev, kar lahko zapišemo kot {\displaystyle Y\sim \operatorname {Laplace} }. Pri tem za dve eksponentno porazdeljeni neodvisni slučajni spremenljivki {\displaystyle X_{1}\,} in {\displaystyle X_{2}\,} velja {\displaystyle Y=X_{1}-X_{2}\,}